# Survivre avec les loups (película)
Survivre avec les loups es una película francesa de 2007. Es dirigida por Véra Belmont. Está basada en la novela Sobreviviendo con lobos de la escritora belga Misha Defonseca.

## Argumento
El ambiente se sitúa en 1942, durante la Segunda Guerra Mundial. Misha, una niña judía de ocho años sale de Bruselas en busca de sus padres quienes fueron deportados por los nazis. Ella sólo sabe que ellos fueron enviados al este. Con la ayuda de una pequeña brújula, Misha viaja a pie sola por Bélgica, Alemania, Polonia y Ucrania. Durante su travesía, ella roba comida y ropa y se integra a una manada de lobos salvajes para sobrevivir. 

## Reparto
- Mathilde Goffart: Misha
- Yaël Abecassis: Gerusha
- Guy Bedos: Ernest
- Michèle Bernier: Marthe
- Benno Fürmann: Reuven
- Anne-Marie Philipe: señora Valle
- Franck de Lapersonne: señor Valle
- Marie Kremer: Janine
- Eléna Brézillon: colegiala
- Bert Tischendorf: soldado yugoslavo llamado Misha.
- Paul Emile Petre: Léopold
- Georges Siatidis: médico